# Edom (Texas)
Edom é uma cidade localizada no estado norte-americano do Texas, no Condado de Van Zandt.

## Demografia
Segundo o censo norte-americano de 2000, a sua população era de 322 habitantes.
Em 2006, foi estimada uma população de 353, um aumento de 31 (9.6%).

## Geografia
De acordo com o United States Census Bureau tem uma área de
10,8 km², dos quais 10,7 km² cobertos por terra e 0,1 km² cobertos por água.

## Localidades na vizinhança
O diagrama seguinte representa as localidades num raio de 24 km ao redor de Edom.